# Organic
『organic』（オーガニック）は、2002年12月11日に発売されたMY LITTLE LOVERのセルフカバーアルバム。発売元はトイズファクトリー。

## 内容
- 「singles」以来1年振りとなるアルバム。MY LITTLE LOVERの曲をアコースティック・アレンジでセルフカバーしたアルバム。
- 2002年8月31日にインターネットにて放送されたスタジオライブ「UNPLUGGED VIA INTERNET  live tour from private studio to WWW.」の音源をアルバム化したもの。
- オリジナル盤は紙ジャケット仕様であったが、2008年にエイベックスから再発された際、通常のプラケース仕様に再デザインされている。

### スタジオライブ「UNPLUGGED VIA INTERNET  live tour from private studio to WWW.」
- 事前申込の上で抽選で選ばれた人のみ、送付されたCD-ROMをセットしたコンピュータで視聴出来る仕組みになっていた。
- CD-ROMには発売直前の『survival』のPVが収録されている。
なお、放送されたライブ自体は、前もって録画されていたものであった。

## 収録曲
| 全作詞・作曲・編曲: 小林武史（特記以外）。 |                                                                |                       |                       |      |
| #                                          | タイトル                                                       | 作詞                  | 作曲・編曲            | 時間 |
| 1.                                         | 「DESTINY」                                                    | 小林武史 （特記以外） | 小林武史 （特記以外） | 6:05 |
| 2.                                         | 「白いカイト」                                                 | 小林武史 （特記以外） | 小林武史 （特記以外） | 6:01 |
| 3.                                         | 「未来ボリビア」                                               | 小林武史 （特記以外） | 小林武史 （特記以外） | 4:29 |
| 4.                                         | 「雨の音」(作詞: AKKO & 小林武史)                              | 小林武史 （特記以外） | 小林武史 （特記以外） | 4:30 |
| 5.                                         | 「shooting star 〜シューティングスター〜」                     | 小林武史 （特記以外） | 小林武史 （特記以外） | 4:40 |
| 6.                                         | 「Hello, Again 〜昔からある場所〜」(作曲: 藤井謙二 & 小林武史) | 小林武史 （特記以外） | 小林武史 （特記以外） | 6:26 |
| 7.                                         | 「Free」                                                       | 小林武史 （特記以外） | 小林武史 （特記以外） | 5:53 |
| 8.                                         | 「12月の天使達」                                               | 小林武史 （特記以外） | 小林武史 （特記以外） | 5:03 |
| 9.                                         | 「evergreen」                                                  | 小林武史 （特記以外） | 小林武史 （特記以外） | 6:00 |
| 10.                                        | 「スロウな恋」                                                 | 小林武史 （特記以外） | 小林武史 （特記以外） | 5:19 |
| 合計時間:                                  | 合計時間:                                                      | 54:26                 |                       |      |

### 楽曲解説
1. DESTINY
11thシングル。
2. 白いカイト
2ndシングル。
ジョンソン&ジョンソン「タイレノール」CMソング。
3. 未来ボリビア
4thアルバム『Topics』収録曲。
4. 雨の音
7thシングルのカップリング。
5. shooting star 〜シューティングスター〜
13thシングル。
6. Hello, Again 〜昔からある場所〜
3rdシングル。
7. Free
1stアルバム『evergreen』収録曲。
8. 12月の天使達
6thシングルのカップリング。
9. evergreen
1stアルバム『evergreen』の表題曲。
本作用にPVが制作されており、AKKOのみ出演の定点撮影となっている。
10. スロウな恋
このアルバム唯一の未発表曲。
NHK BS2「新・真夜中の王国」テーマソング。

## 演奏
- akko：Vocal
- 小林武史：Keyboards
- 四家卯大：Cello (#2-7.10)
- 古川昌義：Guitar (#2-7.9)
- 松永俊弥：Drums (#3.10)
- 美久月千晴：Bass (#10)
- 山本拓夫：Sax
- 戸谷誠：Guitar (#10)
- 則包桜：Percussion (#7)
- 沖祥子ストリングス：Strings (#2.10)